# Jacques Vandeville
 (septembre 2013).
Si vous disposez d'ouvrages ou d'articles de référence ou si vous connaissez des sites web de qualité traitant du thème abordé ici, merci de compléter l'article en donnant les références utiles à sa vérifiabilité et en les liant à la section « Notes et références ».
Pour les articles homonymes, voir Vandeville.
Jacques Vandeville est un hautboïste français né le 16 octobre 1930 à Paris et  mort le 17 mars 2023 dans la même ville.
Lauréat de cinq grands prix internationaux (Munich en 1954, Moscou en 1957, Vienne, Prague et Genève en 1959), il a également remporté le Grand Prix d'Honneur au Concours International de musique de Chambre à Colmar avec le Quatuor d'Anches Français Paul Pareille.
Soliste de l'Orchestre Philharmonique de Radio-France pendant plus de vingt ans, Jacques Vandeville a joué en soliste avec plusieurs orchestres (Philharmonique tchèque, Concertgebouw d’Amsterdam, orchestre de la Suisse Romande, orchestre National de France).

## Biographie
Chercheur, découvreur de musiques inédites, classiques et modernes, on lui doit la renaissance d’œuvres oubliées du XVIIIe siècle français comme Nicolas Chédeville, Hotteterre ou Michel Pignolet de Montéclair. Outre ses prestations comme soliste avec orchestre, Jacques Vandeville joue au sein de petites formations, souvent créées à son instigation, et mêle le hautbois à la harpe, au trio d’anches, au quintette à vent, au clavecin, à la guitare[réf. nécessaire]. Il a joué aux côtés des membres de l’Ensemble Français.
En 1990, Jacques Vandeville obtient le Prix de l'Académie Charles-Cros avec le Garden Concerto de Henri Sauguet (disque arion et, en 1996, le Grand Prix du Disque avec les pièces pour Hautbois et Piano de Charles Koechlin (disque Arion).
Pendant de nombreuses années[Combien ?], il a interprété et créé des œuvres de compositeurs contemporains, en particulier Sarc de et Sacral d'Ilx de Maurice Ohana, créé au Festival de Royan en 1976 et enregistré sur CD.
Jacques Vandeville a également fait partie de l'ensemble L'itinéraire pendant quinze ans avec lequel il a interprété des partitions de Karlheinz Stockhausen, Luciano Berio, Alain Louvier. Parallèlement à ses activités dans la musique contemporaine, il s'est consacré à la recherche musicologique en faisant ressurgir des œuvres oubliées des XVIIIe et XIXe siècles français : Jacques Alexandre de Saint-Luc, Michel Pignolet de Montéclair, Louis-Emmanuel Jadin, Ignazio Prover. Les œuvres ont été gravées sur CD, celui de Prover est sorti en janvier 2004 (firme Arion).
Quand il n'enregistre pas de disque, Jacques Vandeville donne régulièrement des concerts avec des formations instrumentales différentes : Michèle Delfosse (clavecin), Jean-Michel Louchart (piano). Il donne des concerts avec la claveciniste Michèle Defosse et a également donné des concerts réguliers avec l'Orchestre de Chambre de Jean-Louis Petit.
Plusieurs fois dans sa carrière, il a effectué des tournées internationales avec Daniel Fournier (luthiste), en Afrique, à la Réunion et à Madagascar. En 1997, il a donné des concerts au Brésil et a effectué une masterclass à l'Université d'État de Campinas.
Jacques Vandeville a enregistré l'intégrale des sonates de François Devienne en 2012 et un disque de Vivaldi et différents compositeurs de l'époque baroque est sorti (Label Actée, distribution Coriolan).
Il a également enregistré l'album 12 Sonates de l'Opus 2 de Benedetto Marcello sorti en octobre 2014 chez Syrius et Sette Sonate a Napoli de Francesco Mancini en octobre 2015 sorti chez Syrius. Ces deux disques sont distribués par Socadisc.
En mars 2018, Jacques Vandeville sort l'album BACH-TELEMANN, sonates pour hautbois et orgue enregistré par le label MAGUELONE.
En mars 2019, Jacques Vandeville a sorti "Romances de Mendelssohn et Schumann" enregistré par le label MAGUELONE et par ce même label, il a réédité en CD un 33 tours qui faisait partie de ses premiers enregistrements "Musiques de Cour et Pastorales du 18ème siècle" avec William Christie au clavecin, réédition sortie en 2020.
En avril 2023, la label MAGUELONE a sorti un coffret hommage à Jacques Vandeville de 3 CDS intitulé Les Années Maguelone regroupant les 3 derniers disques parus chez MAGUELONE : Musiques de cour et Pastorales du 18ème siècle, Romances, Bach-Telemann.

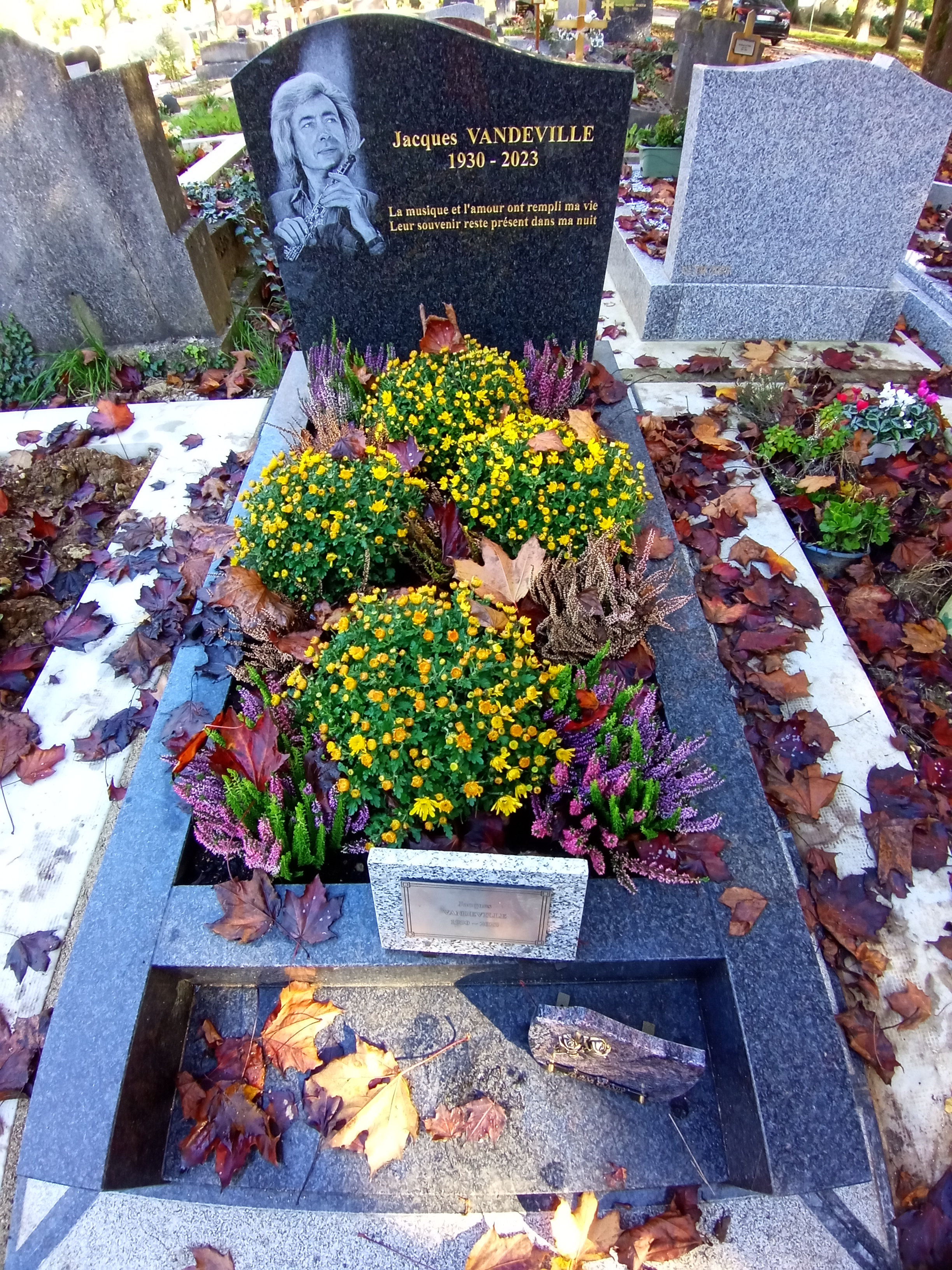
Pierre tombale de Jacques Vandeville (cimetière d'Ivry-sur-Seine)